# Catálogo Colectivo de las Universidades de Cataluña

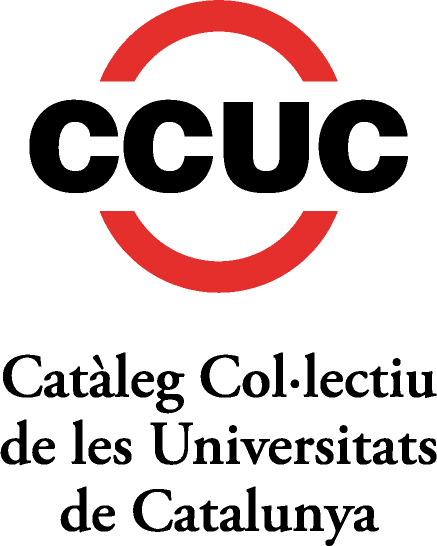
Logo del CCUC.

El Catálogo Colectivo de las Universidades de Cataluña (en catalán Catàleg Col·lectiu de les Universitats de Catalunya, abreviadamente CCUC), es una base de datos multidisciplinar que ofrece acceso a más de diez millones de documentos físicos (libros, revistas, artículos, vídeos o páginas web).
Contiene los fondos documentales de cerca de cien bibliotecas de Cataluña: las pertenecientes al Consorcio de Servicios Universitarios de Cataluña (CSUC) —Universidad de Barcelona, Universidad Autónoma de Barcelona, Universidad Politécnica de Cataluña, Universidad Pompeu Fabra, Universidad de Gerona, Universidad de Lérida, Universidad Rovira i Virgili, Universidad Abierta de Cataluña, Universidad Ramon Llull y Universidad de Vich - Universidad Central de Cataluña— y otras bibliotecas asociadas.
Las primeras fases del proyecto empezaron hacia 1992. El proyecto contó con ayuda económica de la Comisión Interministerial de Ciencia y Tecnología (CICYT) del Gobierno de España y el Comisionado para Universidades e Investigación de la Generalidad de Cataluña.
Los objetivos del CCUC consisten en mejorar y facilitar el acceso a la información bibliográfica de las instituciones que lo integran, ahorrar recursos de catalogación a través de la copia de registros, facilitar la gestión del préstamo consorciado y el desarrollo y mantenimiento de estándares. El CCUC hace una función de visibilización de los fondos de muchas bibliotecas que de no estar integradas en esta base de datos no serían visibles en la red.